# Doe (Sängerin)
Dominique Jones (* 27. Juni 1988 in Washington), Künstlername Doe, ist eine US-amerikanische Predigerin und Gospelmusikerin. Bekannt wurde sie in den 2000er Jahren als Mitglied der Familienband Forever Jones, bevor sie Mitte der 2010er Jahre eine Solokarriere begann. 2025 wurde sie mit einem Grammy Award ausgezeichnet.

## Biografie
Dominique Jones wurde im Nordwesten der Vereinigten Staaten geboren, wuchs aber im Süden in Louisiana auf. Schon die Großeltern waren musikalisch aktiv und die Eltern traten ebenfalls auf und waren als Songwriter erfolgreich. In der Kindheit sang sie im Kirchenchor. Als sie 16 Jahre alt war, gründeten die Eltern die Familienband Forever Jones mit ihr und ihren vier Geschwistern. Mit einer Mischung aus Gospel, R&B und Pop waren sie erfolgreich und unterschrieben schließlich beim Label EMI Gospel. 2010 veröffentlichten das Album Get Ready, mit dem sie bei den Grammy Awards zweimal für eine Auszeichnung nominiert wurden. Nach einem zweiten Album trennten sie sich vom Label und nach einem weiteren, selbst veröffentlichten Album, beschloss Doe eigene Wege zu gehen.
Sie ging nach Dallas, wo sie als Jugendpredigerin arbeitete, und verfolgte daneben ihre Solokarriere und veröffentlichte eigene Songs. Ein erster Erfolg war die Zusammenarbeit mit Jonathan McReynolds bei dessen Song Cycles, für den beide eine Grammy-Nominierung als beste Gospel-Darbietung bekamen. Ihre erste EP erschien 2020 und enthielt neben einem weiteren Duett mit McReynolds das Lied Brighter, das ein Nummer-eins-Hit in den Gospelcharts wurde. Ihr erstes vollständiges Album erschien zwei Jahre später unter dem Titel Clarity und enthielt mit When I Pray einen weiteren Nummer-eins-Hit. Das Werk brachte ihr bei den Grammy Awards 2023 drei weitere Nominierungen: für das Album, für When I Pray und für den Song So Good. Allerdings erhielt in allen drei Kategorien Kirk Franklin den Vorzug.
Zwischendurch nahm sie mehrere zweisprachige Singles mit Interpreten mit lateinamerikanischem Hintergrund auf. Der Song So Good (Cuán bueno), aufgenommen mit der Latin-Grammy-Gewinnerin Lilly Goodman aus Santo Domingo, wurde ein weiterer Tophit bei den Gospelsendern. Bereits Anfang 2024 folgte eine weitere EP, aus der im Sommer das zweite Album Heart of a Human wurde. Dafür bekam sie im Jahr darauf ihren ersten Grammy für das beste Album der christlichen Popmusik.

## Diskografie
Alben
Mit Forever Jones
- Get Ready (2010)
- Musical Revival (2012)
- Prayer Tools, Vol. 1 (2014)

Soloalben
- Doe (EP, 2020)
- Clarity (2022)
- Note to Self (EP, 2024)
- Heart of a Human (2024)

Lieder
- He Wants It All (mit Forever Jones, 2010)
- Give Thanks (2016)
- Deepest Part of You (2018)
- Oh Holy Night (2018)
- Reach (2019)
- Brighter (2020)
- Good Now (2021)
- When I Pray (2022)
- So Good (2022)
- Heart of the Father (2022)
- Only Jesus (2022)
- O Come, O Come Emmanuel (2022)
- When I Pray (Mi oración) (featuring Blanca, 2022)
- What I’m Waiting For (En ti yo esperaré) (featuring Twice, 2022)
- So Good (Cuán bueno) (featuring Lilly Goodman, 2023)
- Holy Hands (2023)

## Auszeichnungen
Grammy Awards
- 2011 (als Mitglied von Forever Jones)
  - Nominierungen: Best Gospel Performance für He Wants It All; Best Contemporary R&B Gospel Album für Get Ready
- 2019
  - Nominierung: Best Gospel Performance/Song für Cycles (Jonathan McReynolds featuring Doe)
- 2023
  - Nominierungen: Best Gospel Performance/Song für When I Pray; Best Contemporary Christian Music Performance/Song für So Good; Best Gospel Album für Clarity
- 2025: Best Contemporary Christian Music Album für Heart of a Human
  - Nominierung: Best Gospel Performance/Song für Holy Hands